# Crematogaster fruhstorferi
Crematogaster fruhstorferi är en myrart som beskrevs av Carlo Emery 1901. Crematogaster fruhstorferi ingår i släktet Crematogaster och familjen myror. Inga underarter finns listade i Catalogue of Life.